# Resolució 1914 del Consell de Seguretat de les Nacions Unides
La Resolució 1914 del Consell de Seguretat de les Nacions Unides, adoptada per unanimitat el 18 de març de 2010 observant amb pesar la renúncia del jutge de la Cort Internacional de Justícia Shi Jiuyong, el Consell va decidir que en concordança a l'Estatut de la Cort les eleccions per omplir la vacant s'efectuarien el 29 de juny de 2010 en una sessió del Consell de Seguretat i durant la LXIVa sessió de l'Assemblea General.
Shi va ser un membre de la Cort des de 1994. Va ser reelegit en 2003, va servir com a vicepresident de la Cort entre 2000 i 2003 i com el seu president entre 2003 i 2006.